# 盧巴夫卡
盧巴夫卡（Lubawka）是波蘭的一座城市。2006年，有人口6,529人。

## 外部連結
- Official town website

50°42′12″N 16°00′07″E / 50.70333°N 16.00194°E